# Whitney Balliett
Whitney Balliett (* 17. April 1926 in New York City; † 1. Februar 2007 in Manhattan) war ein US-amerikanischer Jazz-Autor und Jazz-Kritiker des New Yorker.

## Leben
Balliett wurde in Manhattan geboren und wuchs in Glen Cove in Long Island auf. Er besuchte die Phillips Exeter Academy in New Hampshire, wo er auch Schlagzeug lernte (nachdem er Zutty Singleton hörte) und im Sommer im Center Island Yacht Club spielte. 1946 bis zu seinem Abschluss war er an der Cornell University, unterbrochen vom Militärdienst. 1954 danach ging er zum New Yorker, wo er zunächst als Lektor arbeitete und  für „Talk of the Town“ schrieb (ohne Namensnennung), dann aber auch eine eigene Jazz Kolumne, nachdem er schon 1957 für „Saturday Review“ darüber schrieb. 1998 ging er in den Ruhestand, schrieb aber bis 2001 Kritiken – neben Jazz auch Film, Theater (Off Broadway 1960/1), Buchrezensionen und auch Gedichte. Seine Kritiken wurden in mehreren Büchern herausgegeben. Er war für seine lebensnahen Porträts von Jazzmusikern bekannt, die er oft mehrere Tage interviewte und danach nach Notizen seine Artikel schrieb (er benutzte niemals Tonbandgeräte). Obwohl er eine Vorliebe für den klassischen Mainstream Jazz hatte, besprach er auch früh z. B. Ornette Coleman oder Cecil Taylor, über den er 1957 seine erste Jazz-Kolumne schrieb.  In den 1950er Jahren war er auch mit Nat Hentoff für den „The Sound of Jazz“ - Film CBS Fernsehen verantwortlich, in dem sie Musiker miteinander spielen ließen, die sonst nicht miteinander auftraten.
Balliett war zweimal verheiratet (seine zweite Frau war die Malerin Nancy Balliett) und hatte fünf Kinder.
1996 erhielt er einen Preis der American Academy of Arts and Letters.

## Zitat
„Jazz, after all, is a highly personal, lightweight form — like poetry, it is an art of surprise — that, shaken down, amounts to the blues, some unique vocal and instrumental sounds, and the limited, elusive genius of improvisation.“ (Balliett, „The sound of Surprise“ 1959)